# Phalacrotophora amplectens
Phalacrotophora amplectens är en tvåvingeart som beskrevs av Borgmeier 1961. Phalacrotophora amplectens ingår i släktet Phalacrotophora och familjen puckelflugor. Inga underarter finns listade i Catalogue of Life.